# Liste des lieux patrimoniaux de Fraser-Fort George
Cet article recense les lieux patrimoniaux du district régional de Fraser-Fort George inscrits au répertoire des lieux patrimoniaux du Canada, qu'ils soient de niveau provincial, fédéral ou municipal.

## Liste des lieux patrimoniaux
| [ 1 ] | Lieu patrimonial             | Illustration | Municipalité | Adresse                   | Coordonnées     | No    | Constr. | Prot.                                 | Rec. | Notes |
| ----- | ---------------------------- | ------------ | ------------ | ------------------------- | --------------- | ----- | ------- | ------------------------------------- | ---- | ----- |
| F     | Gare de la Canadien National | Téléverser   | McBride      | First Avenue and Main St. | 53.301 -120.169 | 6631  | 1919    | Heritage Railway Station              | 1991 |       |
| F     | Fort McLeod                  | Téléverser   | McLeod Lake  | Carp Lake Road            | 54.9833 -123.05 | 16523 | 1805    | LHN                                   | 1953 |       |
| P     | McLeod's Lake Post           | Téléverser   | McLeod Lake  | Old Carp Lake Road        | 54.993 -123.039 | 16592 |         | Provincial Heritage Site (Designated) | 1999 |       |